# Anscar Chupungco
Dom Anscar Chupungco (Cainta, 10 novembre 1939 – Malaybalay, 9 gennaio 2013) è stato un teologo e liturgista filippino rettore del Pontificio Ateneo Sant'Anselmo dal 1986 al 1990.

## Biografia
Dom Anscar Chupungco (O.S.B.), al secolo Jose Herminio Javier Chupungco, monaco benedettino filippino, è stato un noto liturgista, teologo e mentore di tutti liturgisti filippini e di moltissimi studenti del Pontificio Ateneo Sant'Anselmo in Roma e della Università San Beda di Manila. Si è distinto per l'impegno nella inculturazione di costumi e tradizioni e tradizioni locali nelle liturgie cattoliche.

## Inculturazione liturgica
Il benedettino liturgista Chupungco, in qualità di consulente cattolico, venne invitato dalla Federazione luterana mondiale nel gruppo di ricerca e studio per le relazioni fra liturgia e cultura. La terza consultazione della Federazione luterana, come frutto di questi confronti multiculturali ed ecumenici, presentò a Nairobi nel gennaio 1996 la dichiarazione: Nairobi statement on Worship and Culture. Grazie anche a queste esperienze, "nei circoli cattolici, Chupungco è considerato il padrino dell'inculturazione liturgica poiché ha scritto molto sull'argomento ed è spesso citato da altri studiosi quando affrontano l'argomento".

### Accuse di eresia
I movimenti cattolici così detti "tradizionalisti", appellandosi al magistero passato della Chiesa, hanno additato alcune affermazioni del monaco Chupungco come portatrici di eresia. In particolare, l'espressione: "The diaconal proclamation "Mysterium Fidei" was mistakenly inserted in the words of Christ over the cup. It was probably to call the assembly's attention to the act of consecration that was being performed by the priest in silence" sarebbe contraria al Canone 6 del Concilio di Trento sul Sacrificio della Messa (17 settembre 1562) che dice "Se qualcuno dirà che il canone della messa contiene degli errori, e che, quindi, bisogna abolirlo, sia anatema".

## Pubblicazioni
- A.J. Chupungco-Keith F. Pecklers, What, Then, Is Liturgy?: Musings and Memoir, Liturgical Press, 2010.
- A.J. Chupungco (ed.), Handbook for Liturgical Studies, Volume I: introduction to the liturgy, The liturgical press, Collegeville 1997[10].
- Anscar J. Chupungco, Keith F. Pecklers, Wilton D. GregoryLiturgy for the New Millennium: A Commentary on the Revised Sacramentary : Essays in Honor of Anscar J. Chupungco, Liturgical Press, 2000.
- A.J. Chupungco, The Prayers of the New Missal: A Homiletic and Catechetical Companion, Liturgical Press, 2013.
- Anscar J. Chupungco, The cosmic elements of Christian Passover, Editrice Anselmiana, 1977.
- A.J. Chupungco, Meditations on the Mass, Claretian Publications, 1964,
- A.J. Chupungco, Scienza liturgica, Manuale di liturgia, I: Introduzione alla liturgia, Piemme, Casale Monferrato, 1998.
- A.J. Chupungco, L'adattamento della liturgia tra culture e teologia, Piemme, Casale Monferrato, 1985.

### Studi di Ansgar Chupungco inerenti solo al tema dell’incultura
- A.J. Chupungco, Cultural Adaptation of the Liturgy, New York 1982.
- A.J. Chupungco, «Inculturazione liturgica», in Liturgia, ed. D. Sartore-A.M. Triacca-C. Cibien, Cinisello, 952-968.
- A.J. Chupungco,«L’adaptation liturgique», in Mens concordet voci pour Mgr A.G. Martimort à l’occasion de ses 40 années d’enseignement et des 20 ans de la Constitution Sacrosanctum Concilium, Paris 1983, 338-348.
- A.J. Chupungco, «L’adattamento dell’anno liturgico: principi e possibilità», in L’anno liturgico: storia, teologia e celebrazione, ed. S. Marsili e alii (Anàmnesis 4), Genova 1988, 306.
- A.J. Chupungco, «Liturgia e inculturazione», in Scientia liturgica, vol. 2: Liturgia fondamentale, ed. A.J. Chupungco, Casale Monferrato 1998, 345-386.
- A.J. Chupungco, «The magna carta of liturgical adaptation», Notitiæ 14 (1978) 75-89.
- A.J. Chupungco, «The place of sunday in the liturgical year», Ecclesia Orans 1 (1984) 133-151.
- A.J. Chupungco, Liturgical inculturation: Sacramentals, Religiosity, and Catechesis, Collegeville MN 1992[11].
- A.J. Chupungco, Liturgie del futuro. Processo e metodi dell’inculturazione (“Dabar” Saggi teologici 43), Genova 1991.
- A.J. Chupungco, Liturgies of the Future: The Process and Methods of inculturation, Mahwah 1989.
- A.J. Chupungco, «A Historical Survey of Liturgical Adaptation», Notitiæ 17 (1981) 28-43.
- A.J. Chupungco, «Feste liturgiche e stagioni dell’anno», Concilium 17 (1981) 249-260.
- A.J. Chupungco, «Greco-Roman Culture and Liturgical Adaptation», Notitiæ 15 (1979) 202-218.
- A.J. Chupungco, «Inculturazione e liturgia: i termini del problema», Rivista Liturgica 82 (1995) 361- 385.
- A.J. Chupungco, «Inculturazione e partecipazione attiva nella Sacrosanctum Concilium», in “Actuosa Participatio”. Conoscere, comprendre e vivere la liturgia. Studi in onore del prof. Domenico Sartore, edd. A. Montan-M. Sodi (Monumenta Studia Instrumenta Liturgica 18), Città del Vaticano 2002, 123-136.
- A.J. Chupungco, «L’année liturgique: l’évangile à la rencontre des cultures», La Maison Dieu 263 (2010) 47-75.
- A.J. Chupungco, «The place of Culture in the Study of Liturgy», Seminarium 24 (1985) 256-265.
- A.J. Chupungco, A Church caught between Tradition and progress, Notre Dame IND 1995.
- A.J. Chupungco, Liturgical Inculturation, The Future That Awaits Us.